# Aydınspor
Aydın Spor Kulübü (turc per Club Esportiu d'Aydın), més conegut com a Aydınspor, és un club esportiu turc de la ciutat d'Aydın. Establerta a 1966, amb la unió de quatre clubs amateurs, després del boom del futbol professional a Turquia, iniciat l'any anterior per Hasan Polatkan, President de la Federació de Futbol de Turquia llavors, Aydınspor va fer una destacada presència en varies lligues de futbol turc durant dècades. Entre 1991-93 va jugar dues temporades a la Lliga Nacional turca, avui anomenada Süper Lig, on en l'any de la seva primera aparició, 1991-92 termina al 5è lloc. En el seu primer partit de la Lliga, i contra Fenerbahçe S.K., vàries vegades campions de Turquia, li guanya 6-1 en Kadıköy, a casa de l'equip d'Istanbul. El 1993 inicia el seu descens, primerament a la Segona Lliga i el 2005-2006 a la Tercera, fins al 2017 quan va caure de la Lliga Tercera a lligues regionals de amateurs. En el mes de juliol de 2020 la directiva d'Aydınspor va fer una crida al poble de la ciutat per a donar tot el seu suport al club, amb el fi de retornar a les lligues professionals de futbol.
Aydınspor utilitza els colors blanc i negre i l'Estadi Adnan Menderes. El seu nome entre els partidaris del club es Zeybekler (Els Zeybeks), pseudonim que es fa servir també l'Aydınspor 1923, altre equip de futbol de la mateixa ciutat de l'Egeu, que es va fundar l'any 2010 com una alternativa professional a Aydınspor ante el seu descens.